# ファーストルック契約
ファーストルック契約（ファーストルックけいやく）とは、映画監督や製作会社の企画を特定の配給会社が優先的に見ることができる契約で、いわゆる優先交渉権契約の一形態である。

## 概要
ハリウッドの映画スタジオは毎年、数百の企画案件を数千万円から数億円で取得。1社が抱える企画開発担当部署だけでは到底管理出来ない為、こう云った外部製作会社の企画開発における手助けを必要としており、各社数十名の外部フリーランスの映画プロデューサーを年間契約で傘下に置いている。別名ハウスキーピング・ディール（家政婦契約）とも云われている。
この契約において、映画監督側は映画の企画段階において契約先の配給会社から一定の収入を得ることができるため、企画段階における資金面のリスクを軽減することができる。この契約を締結した映画監督、もしくはプロデューサーは一般的に年間20万ドル〜30万ドル（約2千数百万円〜3千数百万円）の年間維持費を支給され、ヒット映画を数多く製作した者にはこの数字は当然億単位と云う事になる。また企画について契約先の配給会社との交渉で合意に至らなかった場合は、その企画を他の配給会社に持ち込むことも許されているが、最初に契約先の配給会社が提示した条件以下で他社と契約することは許されない。
ただし、ある企画について一度契約先の配給会社との交渉において合意に至らなかった場合でも、企画内容について何らかの変更を行った場合には再度契約先との交渉を優先しなければならないため、実際にはファーストルック契約の期間中に他の配給会社との交渉を行うことは難しいとされている。一方で完全な独占所属契約に比べると、形式上他社との交渉が許されている分契約金は低く抑えられるため、配給会社による安易な映画監督の囲い込みだとしてこの契約を嫌う監督も少なくない。
日本では周防正行が「Shall we ダンス?」の全米公開に当たり、米ミラマックスとこの契約を結んだことで一般に知られるようになった。現在、こうした契約を結んでいることが明らかになっている日本の映画人には、映画監督の北村龍平と映画プロデューサーの一瀬隆重らがいる。

## 同契約を結んでいる映画人

### ワーナー・ブラザース
- マルパソ・プロダクションズ（クリント・イーストウッドの製作会社）
- シルバー・ピクチャーズ（『ダイハード』『マトリックス』のプロデューサーのジョエル・シルバーの製作会社）→2012年に契約満了
- アピアン・ウェイ（俳優レオナルド・デカプリオの製作会社）
- バッド・ハット・ハリー・プロダクションズ（『Xメン』の監督ブライアン・シンガー）
- スモーク・ハウス（俳優ジョージ・クルーニーの製作会社）
- セクション・エイト（監督スティーヴン・ソダーバーグの製作会社）

### 20世紀フォックス
- オズラ・ピクチャーズ（『呪怨』『リング』のプロデューサー一瀬隆重の製作会社）

### ユニバーサル・ピクチャーズ
- ヴァーティゴ・エンターテイメント（アジア系映画リメイクの製作会社）